# Azadirachta
Azadirachta ist eine Pflanzengattung in der Familie der Mahagonigewächse (Meliaceae). Die nur zwei Arten kommen in Süd- und Südostasien vor:

## Beschreibung

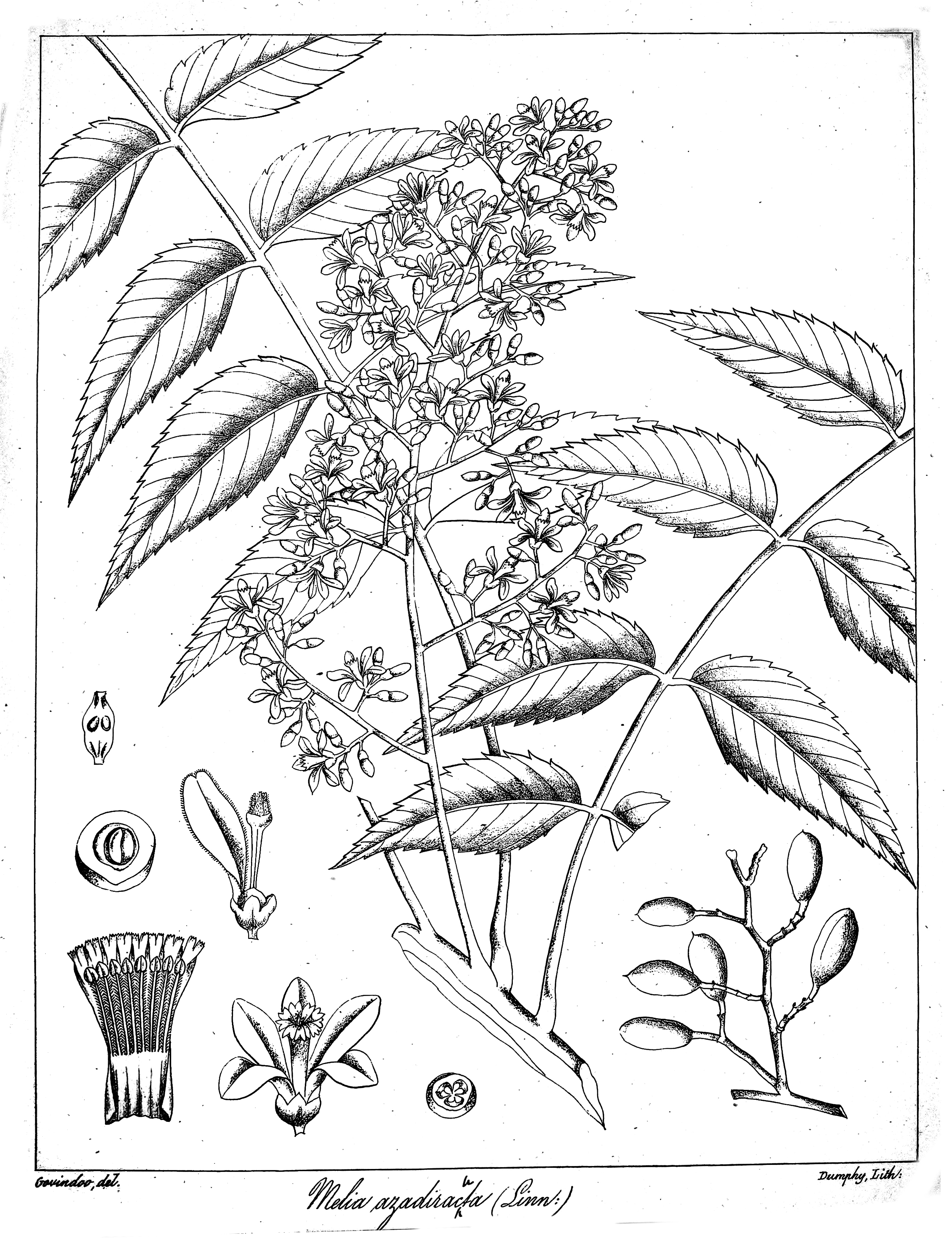
Illustration des Niembaum (Azadirachta indica)

### Vegetative Merkmale
Azadirachta-Arten wachsen als immergrüne, große Bäume. Die Haare (Trichome) sind einfach. Die Knospen sind harzig.
Die wechselständig an den Zweigen angeordneten Laubblätter sind gefiedert. Die schiefen Fiederblätter haben einen gesägten Rand.

### Generative Merkmale
In seitenständigen, rispigen Blütenständen (es sind Thyrsen) stehen die Blüten zusammen.
Die meist zwittrigen, selten rein männlichen Blüten sind fünfzählig mit doppelter Blütenhülle. Die fünf Kelchblätter sind bis etwa zur Hälfte ihrer Länge verwachsen. Die fünf Kronblätter sind frei und überlappen sich dachziegelartig. Die selten acht oder meist zehn Staubblätter sind zu einer Staminalröhre verwachsen und überragen die Blütenkrone nicht. Die zylindrische Staminalröhre ist gerippt und besitzt selten acht, meist zehn gerundete bis zweigeteilte Staminallappen. An der Basis der Staminallappen sind die  selten acht oder meist zehn Staubbeutel inseriert. Es ist ein ringförmiger Diskus vorhanden. Der dreikammerige Fruchtknoten enthält in jeder Fruchtknotenkammer zwei Samenanlagen. Der Griffel ist oben verdickt und endet in drei spitzen Narbenästen
Die Steinfrucht enthält meist einen, selten zwei Steinkerne. Die Steinkerne sind eiförmig mit pergamentartiger Schale.

## Systematik und Verbreitung
Die Gattung Azadirachta wurde 1830 durch Adrien Henri Laurent de Jussieu aufgestellt.
Die Gattung Azadirachta enthält nur zwei Arten, die in Süd- und Südostasien vorkommen:
- Niembaum (Azadirachta indica A.Juss.): Er wird in vielen tropischen Ländern angebaut. Es gibt zwei Varietäten:[3]
  - Azadirachta indica A.Juss. var. indica: Sie kommt ursprünglich nur in Bangladesch, Indien und im nördlichen Myanmar vor.[3]
  - Azadirachta indica var. siamensis Valeton: Sie kommt nur in Thailand vor.[3]
- Sentang (Azadirachta excelsa (Jack) Jacobs): Sie kommt in Irian Jaya, Vietnam, Kalimantan, auf den Aru-Inseln, auf Celebes, Sumatra, in Malaysia und auf den Philippinen vor.[3]